# Hermann Beul

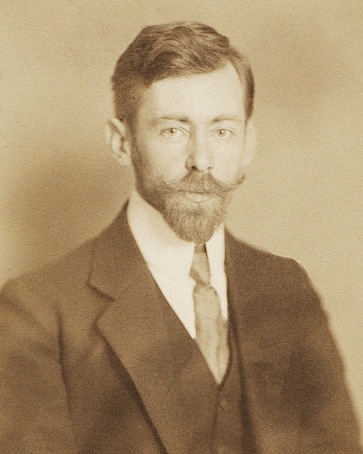
Hermann Beul

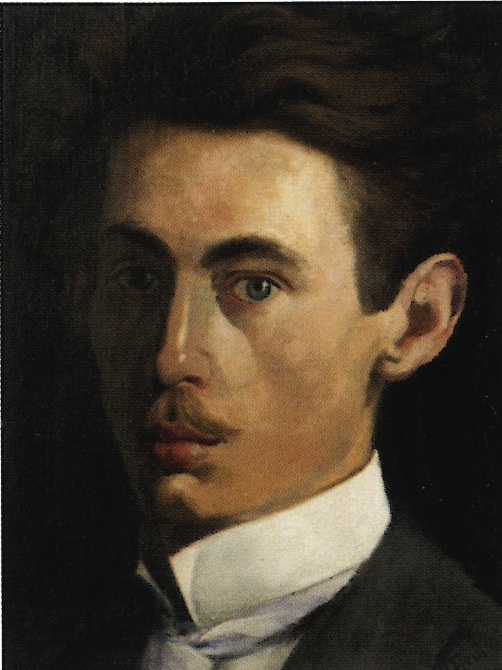
Selbstporträt, um 1900t

Hermann Beul (* 10. August 1878 in Bern; † 9. April 1918 in Einsiedeln) war ein Schweizer Dekorations- und Kunstmaler.

## Leben
Hermann Beul kam als Sohn des Kunstmalers Marius Beul (1849–1914) und seiner Frau Fridoline Beul-Diethelm in Bern zur Welt. Zuerst besuchte er die Primarschule in Lachen, anschliessend, nach dem Umzug der Familie, in Zürich, wo er später auch die Kunstgewerbeschule besuchte. In Berlin und an der Kunstakademie von Karlsruhe liess er sich von Hans Thoma ausbilden. Später arbeitete er im Geschäft seines Vaters und schloss 1907 seine Ausbildung zum Dekorationsmaler mit einem Studienaufenthalt in Florenz ab.
1915 heiratete Hermann Beul Louise Treichler aus Einsiedeln, wo er dann auch den Rest seines Lebens verbrachte und sich einen Ruf als geschätzter Kirchenmaler aufbaute. Zeitlebens kränklich, starb Hermann Beul im Alter von 39 Jahren an den Folgen eines Nierenleidens.
Hermann und Louise Beuls einziges Kind war der bekannte Liederkomponist Artur Beul.

## Werk
Neben der Bemalung von Kirchen in der ganzen Schweiz betätigte sich Hermann Beul gerne auch als Landschaftsmaler, der zahlreiche Gegenden seiner Einsiedler Umgebung und des Iberger Hochtals abbildete.
Als Porträtmaler malte Beul vor allem Personen aus seiner engsten Umgebung. Unter anderen porträtierte er auch seine Schwestern Hedwig (1879–1961), Frieda (1888–1975) und Bertha Julia (1890–1965) sowie seine spätere Gattin Louise Treichler.

## Galerie

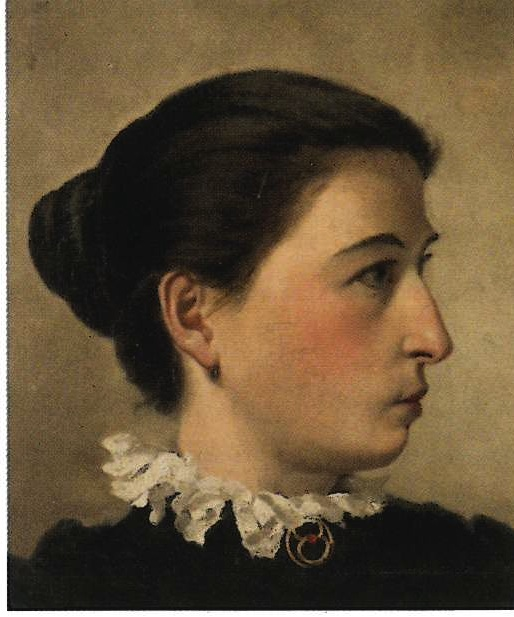
Schwester Hedwig
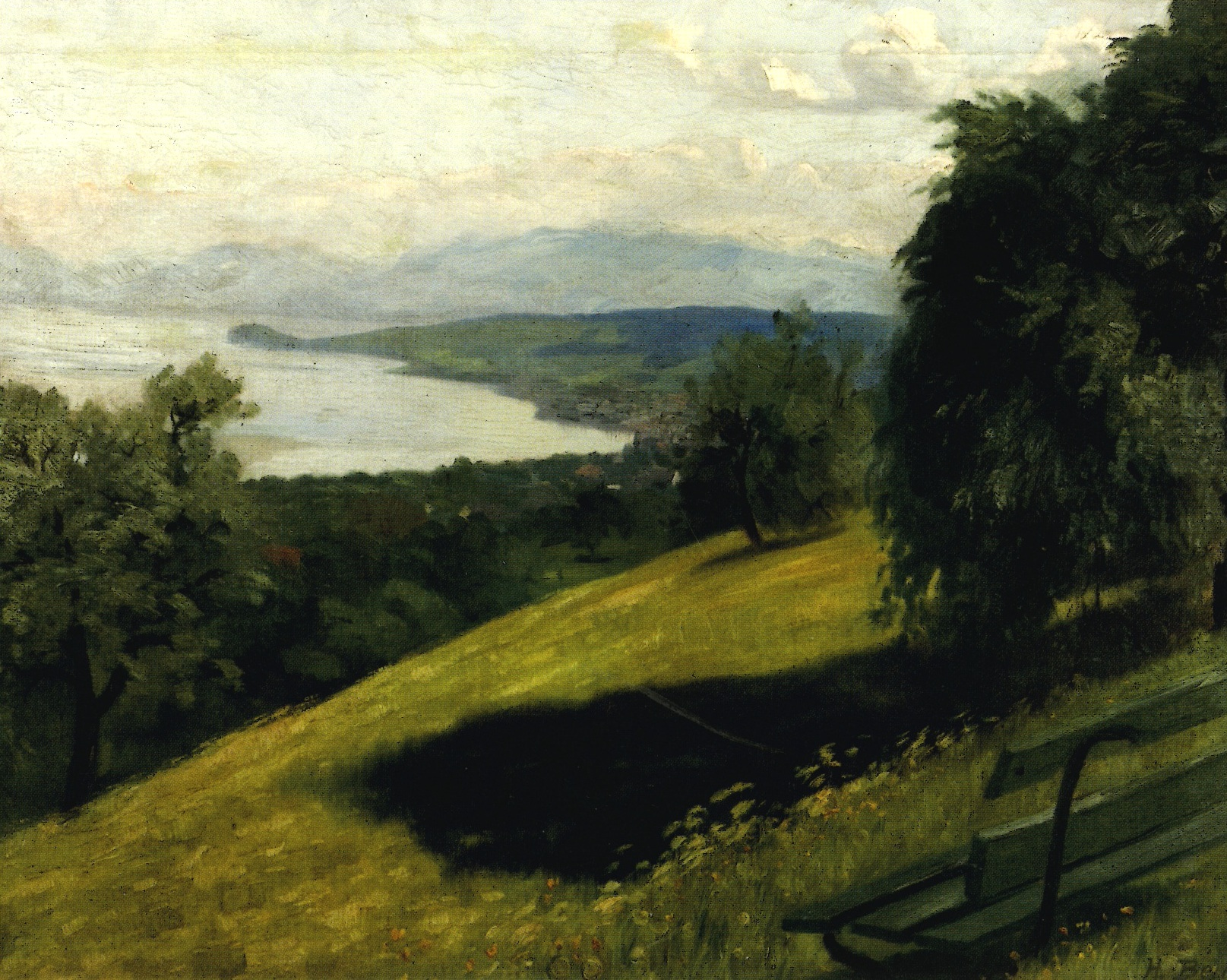
Halbinsel Au
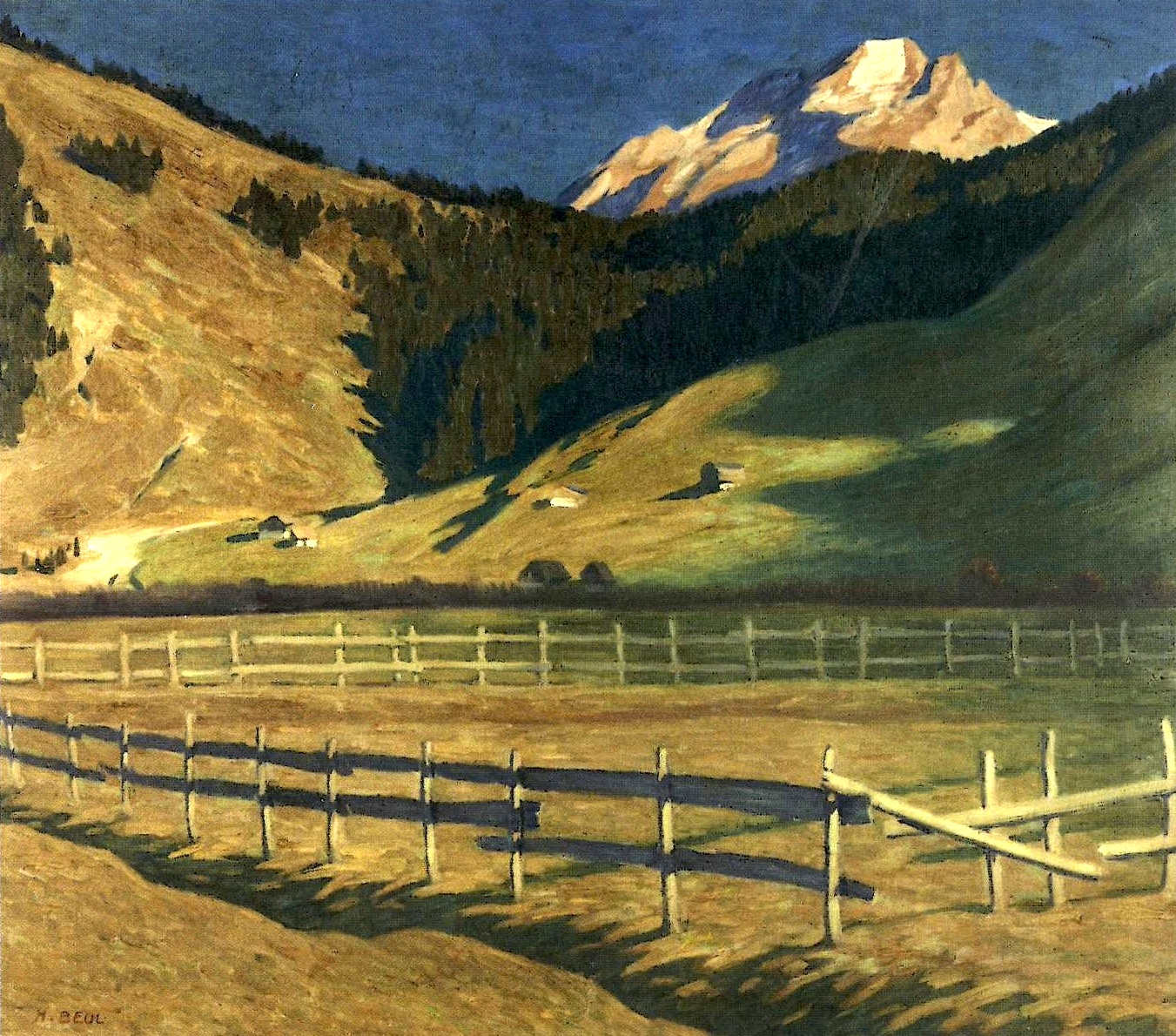
Breitried mit Fluebrig
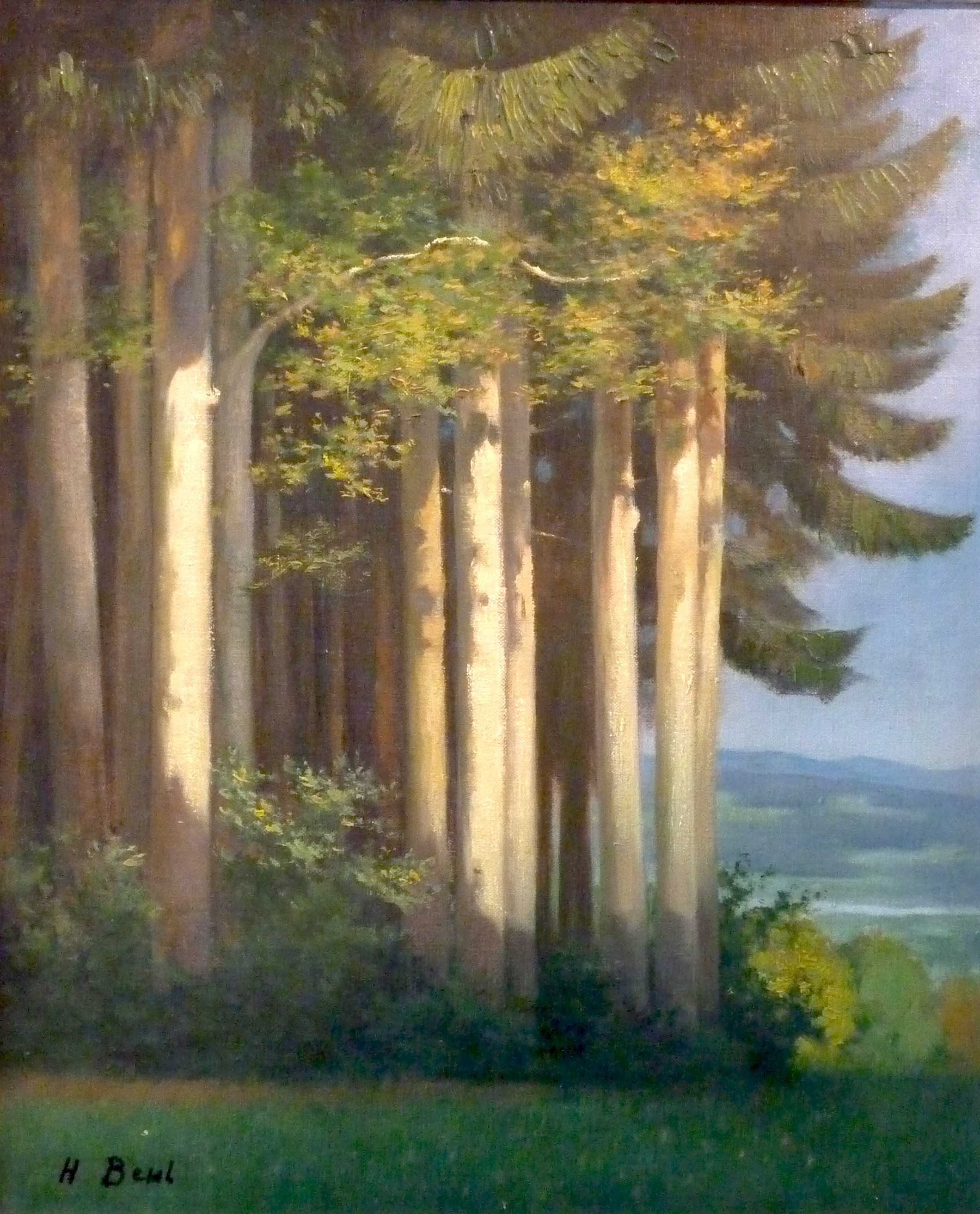
Waldrand im Herbst